# Atak ludzkiej fali

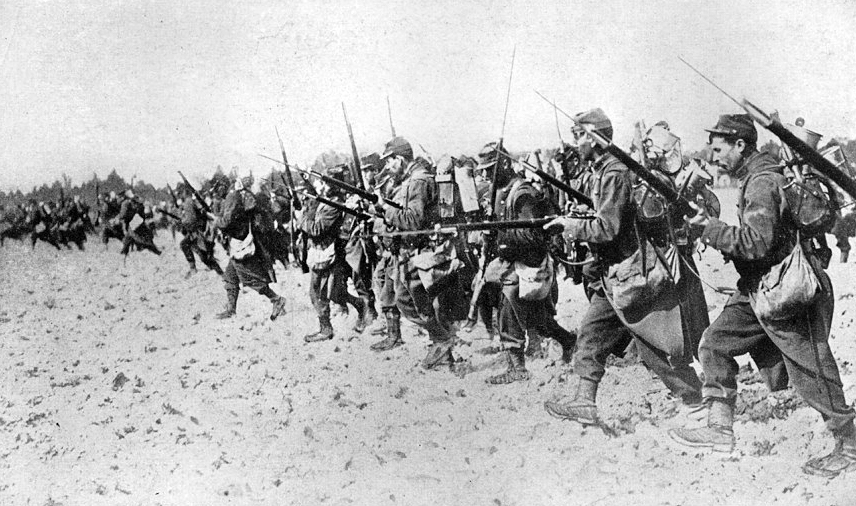
Atak ludzkiej fali francuskiej Armée de terre na manewrach w roku 1913

Atak ludzkiej fali – ofensywna taktyka piechoty, w której atakujący przeprowadza nieosłonięte uderzenie czołowe z gęsto skoncentrowanymi formacjami piechoty przeciwko linii wroga, mająca na celu pokonanie obrońców poprzez angażowanie się w walkę wręcz. Nazwa odnosi się do koncepcji skoordynowanej masy żołnierzy uderzającej na wroga i zmiatającej go samą siłą i pędem, jak fala oceanu rozbijająca się o plażę.

## Definicja
Według analityka United States Army, Edwarda C. O’Dowda, techniczna definicja taktyki ataku ludzkiej fali to frontalny atak gęsto skoncentrowanych formacji piechoty na linię wroga, bez żadnych prób osłony lub maskowania ruchów atakującego. Celem takiego ataku jest związanie walką wręcz jak największej liczby żołnierzy przeciwnika, licząc że szok spowodowany dużą ilością atakujących zdezorganizuje obronę i doprowadzi do wycofania się przeciwników.
Atak ludzkiej fali polegający na walce w zwarciu sprawia, że organizacja i szkolenie sił atakujących są nieistotne, ale wymaga to wielkiej odwagi psychicznej, przymusu lub wysokiego morale, aby atakujący wykazali dostateczną determinację do tak niebezpiecznego manewru. Współcześnie w wyniku dużego nasycenia pola walki bronią automatyczną tego typu ataki są wyjątkowo ryzykowne dla atakujących i mogą okazać się niewspółmiernie kosztowne. Powodzenie ataku ludzkiej fali na współczesnym polu bitwy jest więc uzależnione od wykonywania szturmu na linię wroga w jak najkrótszym czasie i jak największej liczbie, tak by można było zachować wystarczającą siłę, gdy atakujący osiągną zasięg umożliwiający walkę wręcz. Rozwiązanie to oznacza jednak, że atakujący muszą poświęcić maskowanie i osłonę dla liczebności i szybkości. Z powodu tego kompromisu ataki ludzkimi falami mogą być zastosowane przez atakującego bez przeszkolenia taktycznego lub takiego, który nie ma siły ognia i zdolności manewrowania, ale może motywować i kontrolować swoich podwładnych.

## Użycie
Ataki ludzkich fal były wykorzystywane przez kilka sił zbrojnych na całym świecie, w tym armie europejskie i amerykańskie podczas wojny secesyjnej (1861–1865) i I wojny światowej (1914–1918), Armię Czerwoną podczas II wojny światowej (1939–1945), Chińską Armię Ludowo-Wyzwoleńczą podczas wojny koreańskiej (1950–1953) i chińsko-wietnamskiej (1979), siły wietnamskie podczas wojen indochińskich (1946–1979) oraz irański Związek Mobilizacji Uciemiężonych podczas wojny iracko-irańskiej (1980–1988).